# Agrotis malefida
Agrotis malefida är en fjärilsart som beskrevs av Achille Guenée 1852. Agrotis malefida ingår i släktet Agrotis och familjen nattflyn. Inga underarter finns listade i Catalogue of Life.